# Hedychium longipedunculatum
Hedychium longipedunculatum är en enhjärtbladig växtart som beskrevs av Sastry och Dinesh Mohan Verma. Hedychium longipedunculatum ingår i släktet Hedychium och familjen Zingiberaceae. Inga underarter finns listade i Catalogue of Life.